# 什波爾季基
49°23′55″N 34°15′58″E / 49.39861°N 34.26611°E

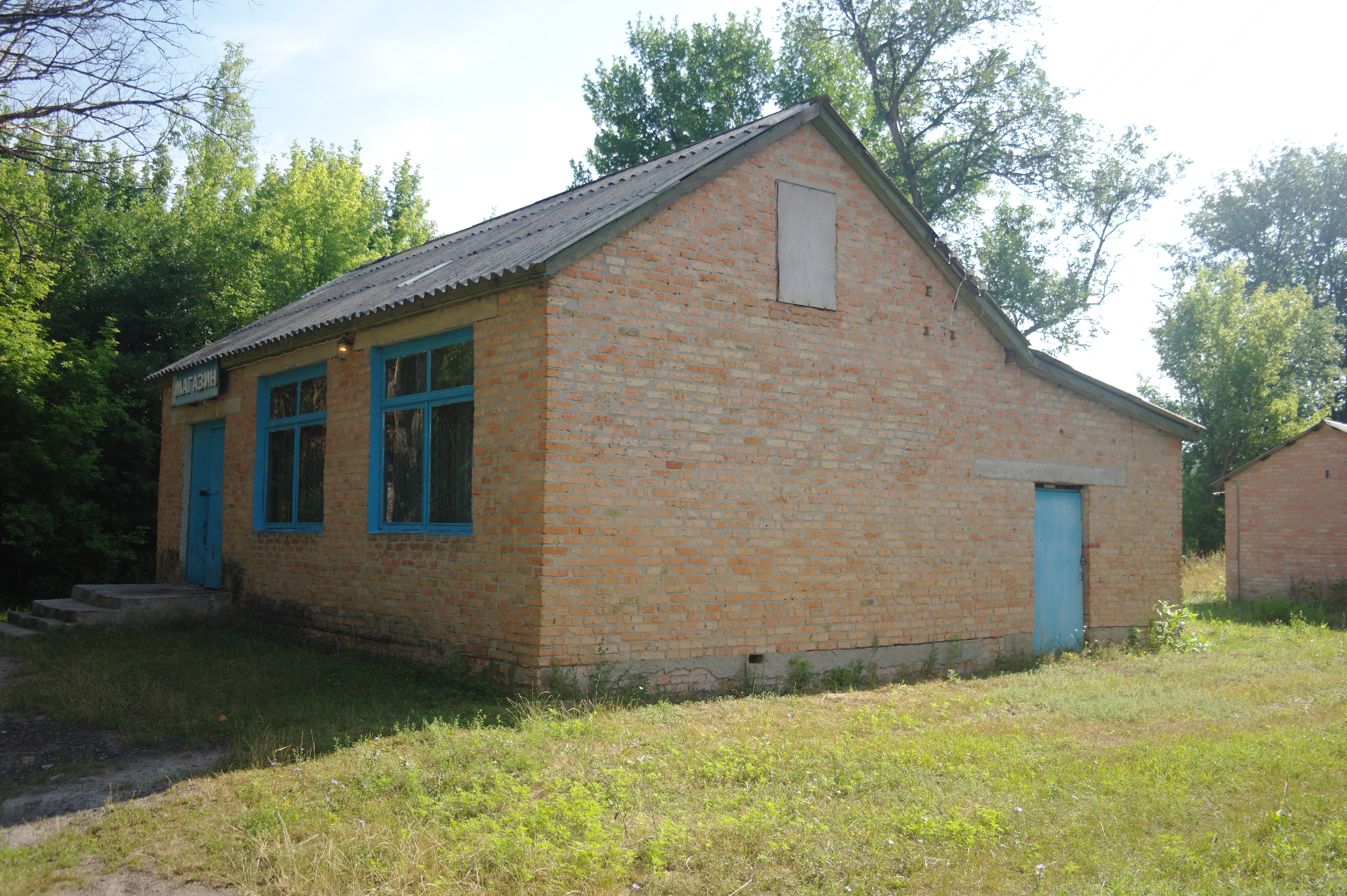

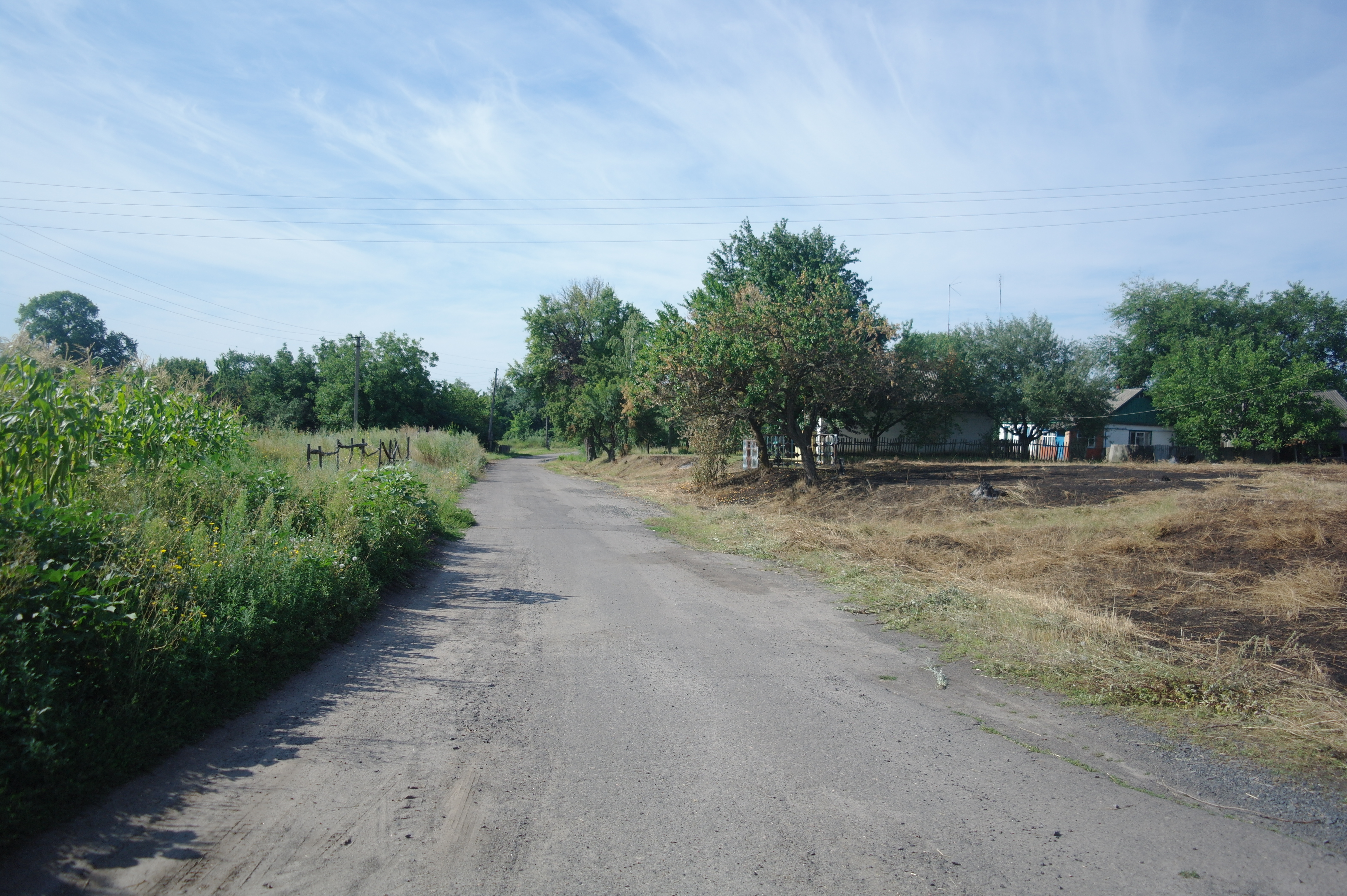

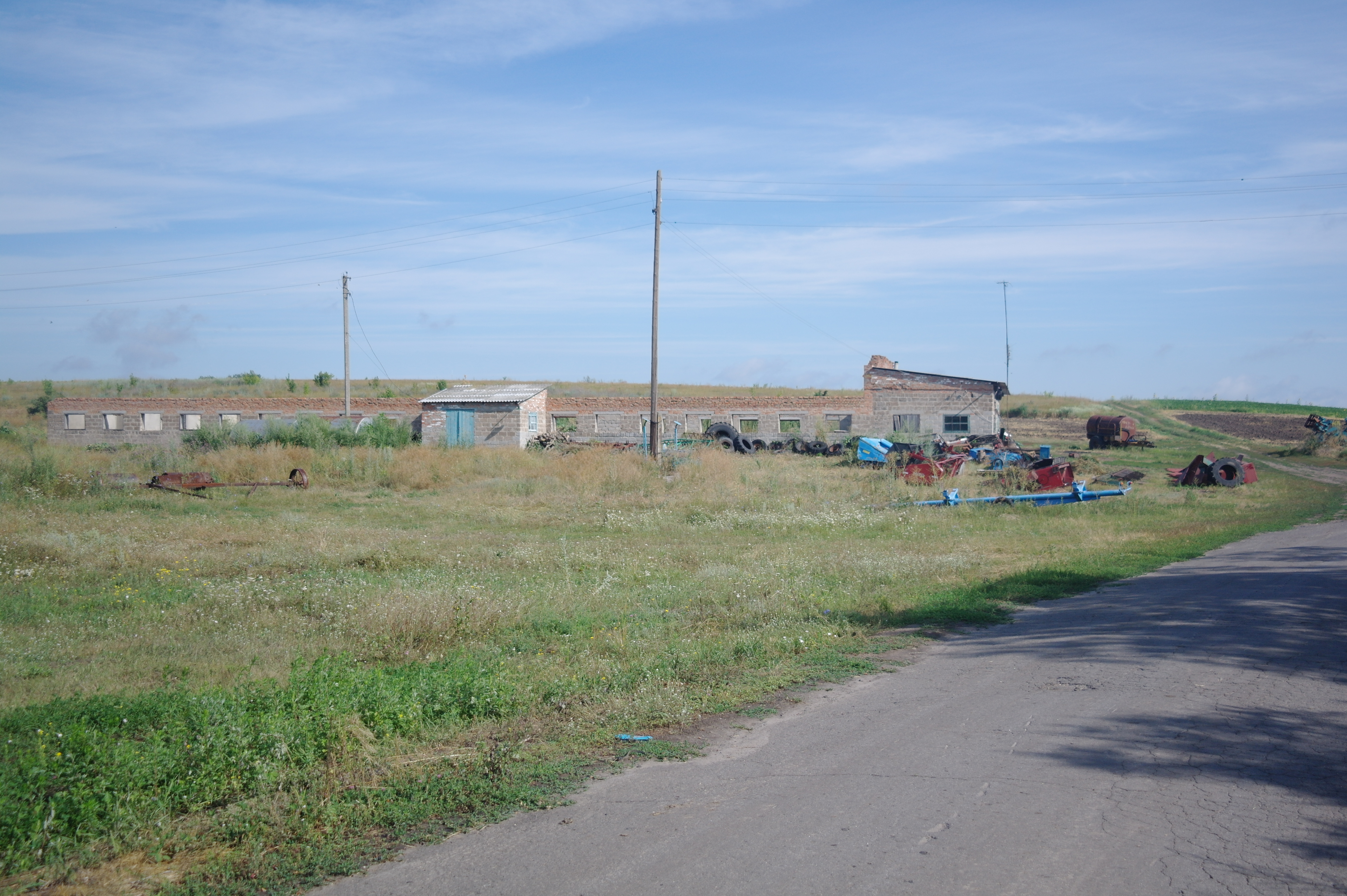

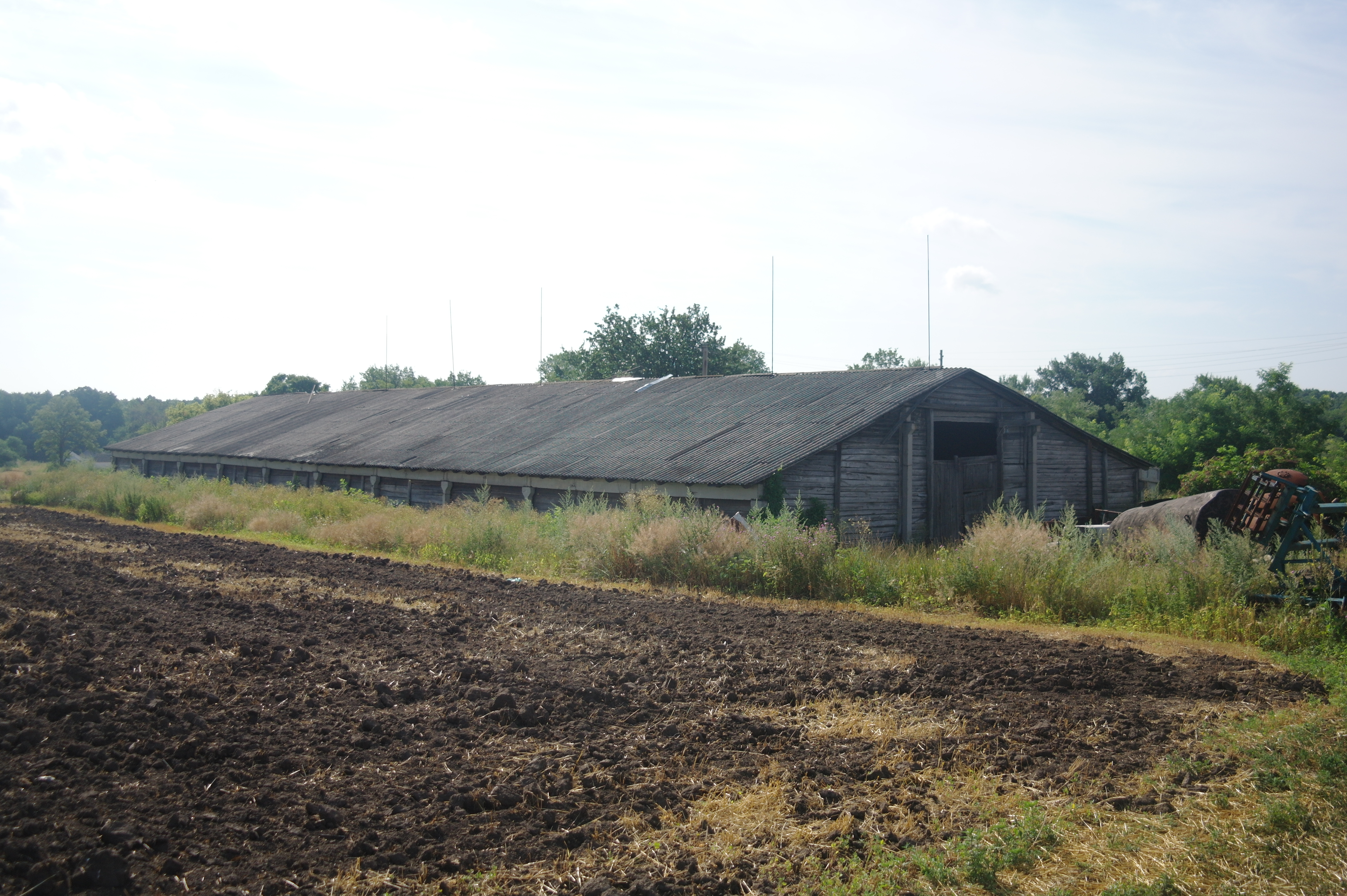

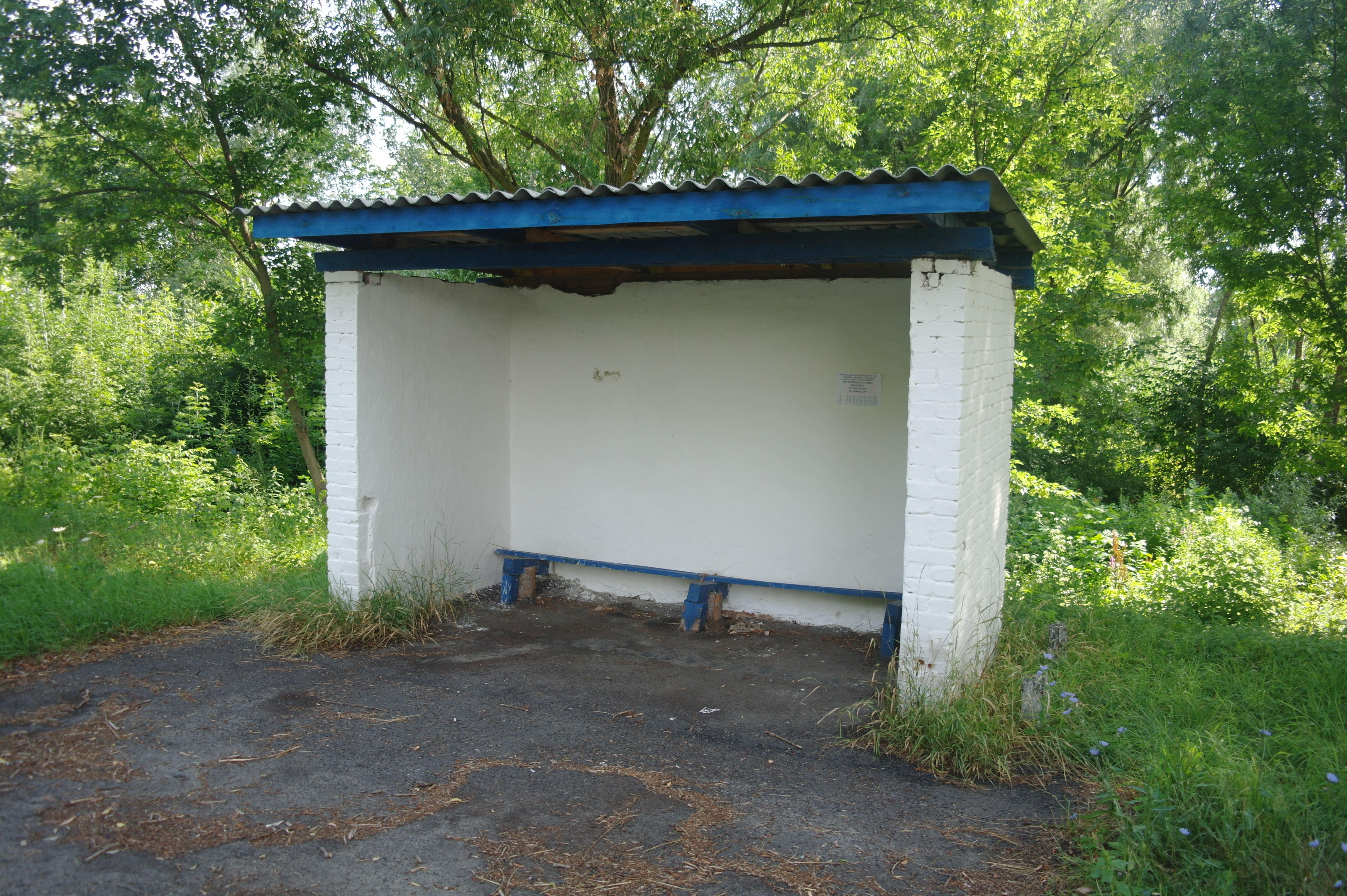

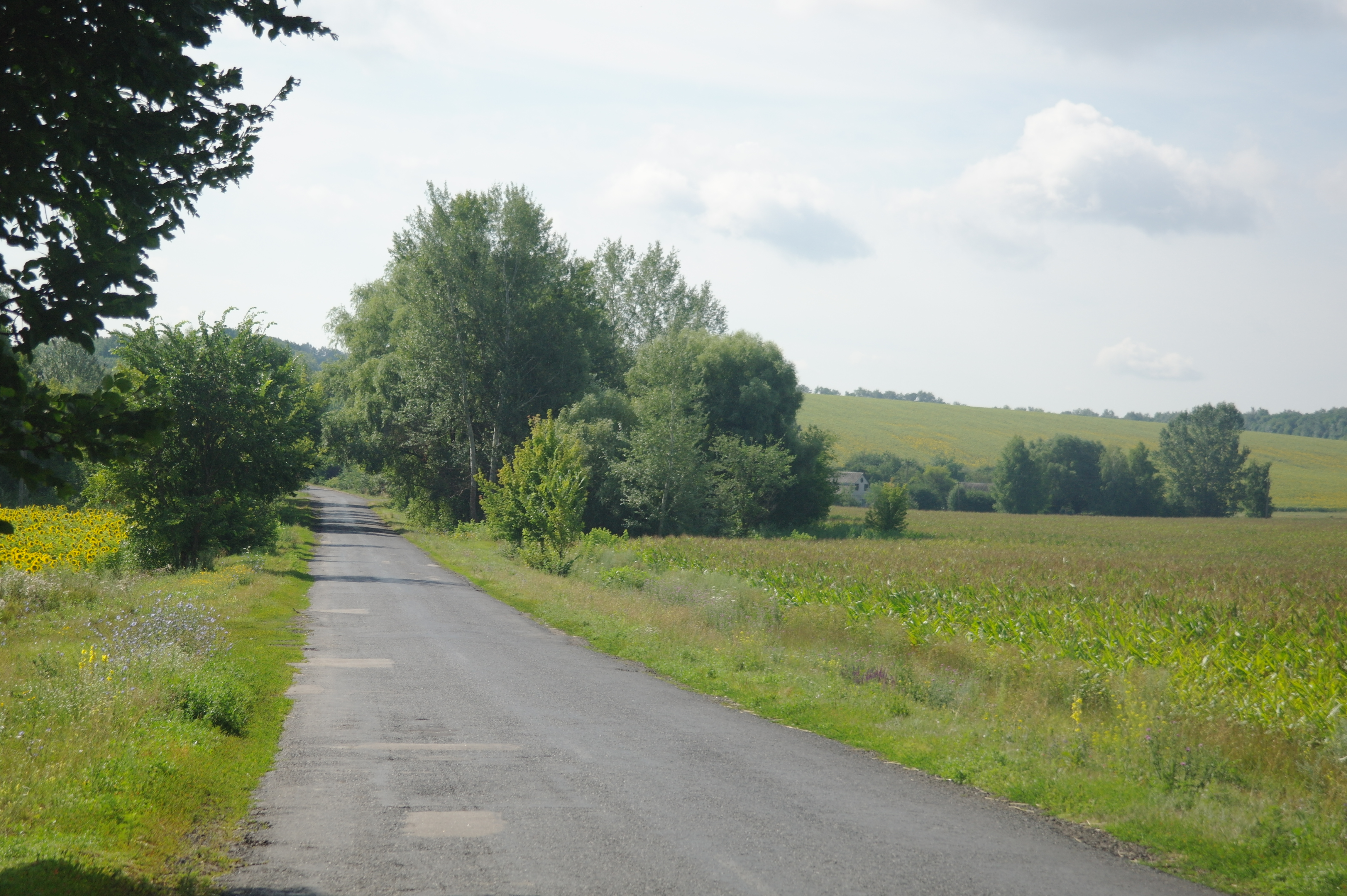

什波爾季基（烏克蘭語：Шпортьки），是烏克蘭中部的村莊，隸屬波爾塔瓦州的波爾塔瓦區。該村分別距離格爾格利1.5公里和納扎連基2.5公里，面積1.47平方公里，海拔高度84米。